# New Line Cinema
New Line Cinema — одна з найбільших американських кінокомпаній. Заснована 1967 року, дочірня компанія Warner Bros., що належить медіакорпорації WarnerMedia. Об'єднує підрозділи з театрального прокату, маркетингу, домашнього відео і відділення, що спеціалізується на незалежному кіно (Picturehouse). Компанія причетна до випуску кінотрилогії «Володар перснів», серії фільмів про Остіна Паверса, «Блейд», «Пункт призначення», «Тупий і ще тупіший», «Кошмар на вулиці В'язів», «Хвіст крутить собакою», «Смертельна битва». Засновники — Роберт Шей і Майкл Лінн.
2008 року поглинута Warner Brothers через фінансові проблеми. New Line Cinema спеціалізується на фантастичних фільмах і стрічках із масштабними візуальними ефектами.